# آر. تاكر أبوت
آر. تاكر أبوت (بالإنجليزية: Robert Tucker Abbott)‏ هو عالم رخويات ‏ أمريكي، ولد في 28 سبتمبر 1919 في وترتاون في الولايات المتحدة، وتوفي في 3 نوفمبر 1995 في مقاطعة لي في الولايات المتحدة.